# Souter’s Shop

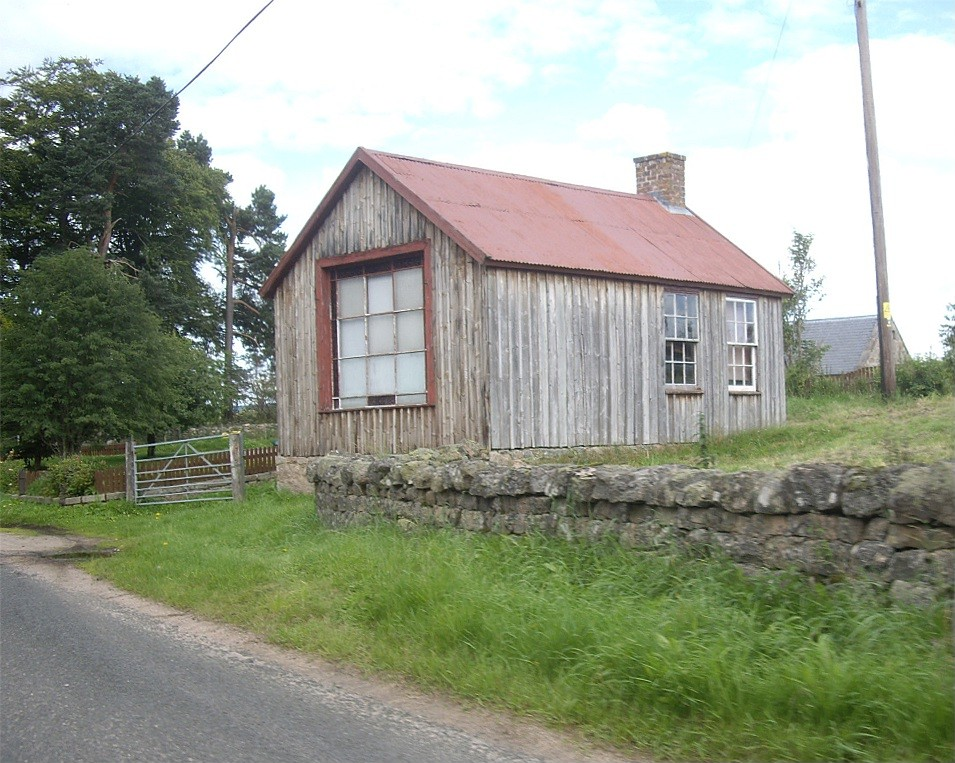
Souter’s Shop

Souter’s Shop ist eine ehemalige Schusterwerkstatt in der schottischen Ortschaft Ballogie in der Council Area Aberdeenshire. 2000 wurde das Bauwerk in die schottischen Denkmallisten in der höchsten Denkmalkategorie A aufgenommen. Zusammen mit dem nebenliegenden Wohngebäude Muir Croft bildet es außerdem ein Denkmalensemble der Kategorie B.

## Geschichte
In Schottland arbeiteten und handelten Schuster bis in das auslaufende 19. Jahrhundert vornehmlich in kleinen Werkstätten. Im Rahmen der Zensuserhebung 1871 wurden in Schottland 3266 Schusterwerkstätten gezählt. Vorliegende Werkstatt wurde im Jahre 1897 durch James Merchant errichtet, der das nebenliegende Haus bewohnte. Merchant betrieb die Werkstatt bis zu seinem Tod im Jahre 1941. Später wurde die Werkstatt als Lagergebäude genutzt. Mit dem Tod seiner Tochter 1999 wurde die Vollständigkeit der Einrichtung entdeckt und das Gebäude im Folgejahr unter Denkmalschutz gestellt. Es gilt als die am vollständigsten erhalte Schusterwerkstatt der Jahrhundertwende in Schottland. Ein ähnliches, jedoch älteres Gebäude ist Souter Johnnie’s Cottage in Kirkoswald in South Ayrshire.

## Beschreibung
Souter’s Shop steht an der B976 am Ostrand der Streusiedlung Ballogie. Es handelt sich um ein schlichtes, einstöckiges Holzhaus mit länglichem Grundriss, das auf einem Fundament aus grob behauenem Granit ruht. Die schlichte Holztüre an der Nordwestseite schließt mit einem Kämpferfenster. Daneben ist ein Fester eingelassen. An der rückwärtigen Fassade finden sich zwei weitere Fenster und ein großes, neunteiliges Sprossenfenster an der südwestlichen Giebelseite. Das Gebäude schließt mit einem wellblechgedeckten Satteldach. Vom Nordostgiebel ragt ein firstständiger Backsteinkamin auf, der zu dem eisernen Herd im Inneren führt. Der Innenraum ist in zwei Räume unterteilt, eine Werkstatt und einen Verkaufsraum.